# Pinecrest
Pinecrest és una població dels Estats Units a l'estat de Florida. Segons el cens del 2001 tenia 19.055 habitants.

## Demografia
Segons el cens del 2000, Pinecrest tenia 19.055 habitants, 6.250 habitatges, i 5.062 famílies. La densitat de població era de 975,8 habitants/km².
Dels 6.250 habitatges en un 47,6% hi vivien nens de menys de 18 anys, en un 70% hi vivien parelles casades, en un 8,7% dones solteres, i en un 19% no eren unitats familiars. En el 15,1% dels habitatges hi vivien persones soles el 4,9% de les quals corresponia a persones de 65 anys o més que vivien soles. El nombre mitjà de persones vivint en cada habitatge era de 3,04 i el nombre mitjà de persones que vivien en cada família era de 3,39.
Per edats la població es repartia de la següent manera: un 31,4% tenia menys de 18 anys, un 5,6% entre 18 i 24, un 27,2% entre 25 i 44, un 25,5% de 45 a 60 i un 10,2% 65 anys o més.
L'edat mediana era de 38 anys. Per cada 100 dones de 18 o més anys hi havia 89,4 homes.
La renda mediana per habitatge era de 107.507 $ i la renda mediana per família de 122.526 $. Els homes tenien una renda mediana de 88.091 $ mentre que les dones 35.806 $. La renda per capita de la població era de 51.181 $. Entorn del 2,4% de les famílies i el 4,1% de la població estaven per davall del llindar de pobresa.

## Poblacions més properes
El següent diagrama mostra les poblacions més properes.